# Пауль Шефер
Пауль Шефер Шнайдер (нім. Paul Schäfer Schneider, 4 грудня 1921, Тросдорф — 24 квітня 2010, Сантьяго, Чилі) — засновник колонії Дігнідад у Чилі. Глава німецької секретної секти в Чилі. В вермахті служив єфрейтором в санітарному батальйоні.
Пауль Шефер був засуджений до 33 років в'язниці за сексуальне насильство і тортури дітей.

## Життєпис
Народився в Тройсдорфі 1921 року. У роки Другої світової війни служив фронтовим медиком в німецькій армії. 1961 року емігрував до Чилі, де заснував колонію «Дігнідад» (в перекладі з англ. — «гідність»). 1997 року Пауль втік з Чилі до Аргентини, де 2005 року був заарештований і переданий владі Чилі. 24 квітня 2010 року помер від серцевого нападу в тюремному госпіталі.

## Дігнідад (гідність)
Колонія Дігнідад (ісп. Colonia Dignidad, нині іменується Вілла Бавьера (ісп. Villa Baviera)) — німецьке поселення в Чилі, засноване у 1961 р. Паулем Шефер, офіційно назване «Благодійне та освітнє товариство „Дігнідад“» (ісп. Sociedad Benefactora y Educacional Dignidad).
Поселення було абсолютно закритою напіввоєнною зоною, площею 17 тисяч гектарів, обнесену колючим дротом. По периметру території колонії знаходилися вежі з оглядовими майданчиками та автоматниками. На територію колонії не поширювалася юрисдикція чилійського уряду. На території були відсутні гроші, а мешканці колонії не мали документів. Шефер, за свідченням очевидців, був главою і диктатором цієї території.

## Злочин
1997 року Шефера Чилі заочно визнали винним у злочинах на сексуальному ґрунті. 2005 року його було заарештовано в Аргентині. У травні 2006 року, визнавши його винним у численних актах наруги над неповнолітніми та іншими жителями колонії «Дігнідад», суд засудив його до 20 років в'язниці. Пауль Шефер також повинен був виплатити 1,2 млн євро сім'ям постраждалих. Крім того, суд пред'явив Шеферу звинувачення у викраденні людей, тортурах і вбивствах політичних супротивників в роки диктатури Піночета. Злочини скоювалися в роки правління в Чилі військової хунти на території поселення. Сам Шефер називав поселення «благодійним і освітнім товариством» «Дігнідад».